# Херат
Херат (на пущунски: هرات; на дари: هرات) е град в Западен Афганистан, провинция Херат.

## География
Разположен е в долината на река Херируд, на 925 метра надморска височина. Населението му е около 249 хил. души (2002), състои се главно от таджики.

## История
Градът съществува от 5 век пр.н.е. В империята на Александър Македонски (ок. 330 г. пр.н.е.) носи името Александрия Ариана (на старогръцки: Αλεξάνδρεια εν Αρίοις, Αλεξάνδρια εν Αρείοις).
Той е важен пункт по Пътя на коприната и сред основните средища на държавата на Тимуридите през ХV век, когато достига най-голям разцвет. Присъединен е към Афганистан през 1863 г. Традиционен център е на винарството.

## Личности
Родени в Херат
- Абу Исмаил Абдолах Ансари (1006 – 1088), поет и мистик
- Алишер Навои (1441 – 1501), поет

Починали в Херат
- Абу Исмаил Абдолах Ансари (1006 – 1088), поет и мистик
- Алишер Навои (1441 – 1501), поет